# 中国の首都
中国の首都（ちゅうごくのしゅと）。ここでは、中国の歴史上の首都について扱う。現在の中華人民共和国の首都については北京、中華民国（台湾）については中華民国の首都を参照のこと。

## 概説
中国の王朝においては、西の長安（西安）・東の洛陽の両都が長きにわたって首都に選ばれることが多く、王朝が南遷した場合の仮の都としては、南京が選ばれることが多かった。しかし、北宋では大運河の影響により開封が首都に選ばれ、さらに航海術の発達により元代には大都（現在の北京）に首都が置かれた。顧炎武の『歴代宅京記』によれば、伏羲の時代から元代まで陪都（副都）を含めて46か所あったと記し、史念海の『中国古都和文化』（中華書局、1998年）によれば地方政権や一時的なものまで含めると217か所になると記されている。
中国において近代国民国家における首都（Capital）が初めて成立したのは、1927年に南京国民政府が本格的な「首都建設計画」に乗り出して以降と言えるが、皇帝を中心とした中央集権が早くから進められていた中国では、元・明・清の3代にわたって都城が設けられた北京の段階でその要件はほぼ整いつつあったとする指摘もある。
3世紀以降、江南地域の開発が進んで主要穀倉地帯になると、都城への食糧供給もこの地域から行われるようになったが、江南地域から隋・唐の都城があった長安への漕運による供給は困難を極めた。また、10世紀以降に相次いで成立した非漢族政権（遼・金・元・清）は華北地域に鼎を定めた。こうした事情から、10世紀以降になると古くから歴代王朝の都城が置かれていた洛陽や長安に代わって東方にあるいは北方に都城が設けられるようになったと考えられ、北京や南京に都城・首都が置かれるようになった。

## 四大古都から八大古都へ
中国では、西安（漢〜唐の長安）・北京・南京・洛陽の4つの歴史的に重要な首都を「四大古都」と呼ぶ慣わしがあった。
ところが、歴史学者らの主張によって1920年代に開封が、1930年代には杭州（南宋の臨安）がこれに加えられて、「五大古都」・「六大古都」の呼称が生まれるようになった。
1988年、地理学者の譚其驤は、商（殷）の都の跡である殷墟を評価してその所在地である安陽を追加するように提案した（なお、東魏や北斉の都あった鄴は主要部は邯鄲に属するが、一部が安陽市域に属している）。
2004年、中国古都学会は、商の時代以降3600年の歴史を持つことから、鄭州を追加した。
その結果、今日では以上の8都市（西安・北京・南京・洛陽・開封・杭州・安陽・鄭州）を「八大古都」と呼称している。

## 歴代王朝の首都
| 国家名         | 首都         | 年代                     |
| -------------- | ------------ | ------------------------ |
| 西周           | 鎬京（長安） | 前1122年?-前771年        |
| 東周           | 洛邑         | 前770年-前256年          |
| 秦             | 咸陽         | 前221年-前206年          |
| 前漢           | 長安         | 前206年-9年              |
| 新             | 長安         | 8年-23年                 |
| 後漢           | 洛陽         | 25年-190年               |
| 後漢           | 長安         | 190年-196年              |
| 後漢           | 許（許昌）   | 196年-220年              |
| 西晋           | 洛陽         | 265年-316年              |
| 東晋           | 建康         | 317年-420年              |
| 隋             | 大興（長安） | 581年-618年              |
| 唐             | 長安         | 618年-907年              |
| 北宋           | 開封         | 960年-1127年             |
| 南宋           | 臨安（杭州） | 1127年-1279年            |
| 元             | 大都（北京） | 1264年-1368年            |
| 明             | 南京         | 1368年-1420年            |
| 明             | 北京         | 1420年-1644年            |
| 清             | 盛京（奉天） | 1636年-1644年            |
| 清             | 北京         | 1644年-1911年            |
| 中華民国       | 北京         | 1912年-1928年            |
| 中華民国       | 南京         | 1928年-1937年            |
| 中華民国       | 武漢         | 1937年（日中戦争による） |
| 中華民国       | 重慶         | 1937年-1946年（同上）    |
| 中華民国       | 南京         | 1946年-1949年            |
| 中華民国       | 広州         | 1949年（国共内戦による） |
| 中華民国       | 重慶         | 1949年（同上）           |
| 中華民国       | 台北         | 1949年-                  |
| 中華人民共和国 | 北京         | 1949年-                  |

## 歴代政権の中心地
| 時代／国号           | 時代／国号              | 時代／国号              | 時代／国号              | 首都         | 首都                                                                                     | 年代／期間                                                  |
| 時代／国号           | 時代／国号              | 時代／国号              | 時代／国号              | 都市名       | 現在の地名                                                                               | 年代／期間                                                  |
| -------------------- | ----------------------- | ----------------------- | ----------------------- | ------------ | ---------------------------------------------------------------------------------------- | ----------------------------------------------------------- |
| 上古時代             | 三皇                    | 伏羲氏                  | 伏羲氏                  |              |                                                                                          | 天皇                                                        |
| 上古時代             | 三皇                    | 神農氏                  | 神農氏                  |              |                                                                                          | 地皇                                                        |
| 上古時代             | 三皇                    | 軒轅氏                  | 軒轅氏                  |              |                                                                                          | 泰皇                                                        |
| 上古時代             | 五帝                    | 軒轅氏                  | 軒轅氏                  | 軒轅         | 河南省鄭州市新鄭市                                                                       | 黄帝                                                        |
| 上古時代             | 五帝                    | 高陽氏                  | 高陽氏                  | 高陽         | 河南省開封市杞県                                                                         | 帝顓頊                                                      |
| 上古時代             | 五帝                    | 高陽氏                  | 高陽氏                  | 帝丘         | 河南省濮陽市濮陽県                                                                       | 帝顓頊                                                      |
| 上古時代             | 五帝                    | 高辛氏                  | 高辛氏                  | 帝丘         | 河南省濮陽市濮陽県                                                                       | 帝嚳                                                        |
| 上古時代             | 五帝                    | 高辛氏                  | 高辛氏                  | 西亳         | ☆現在の場所は不明                                                                        | 帝嚳                                                        |
| 上古時代             | 五帝                    | 陶唐氏                  | 陶唐氏                  | 平陽         | 山西省臨汾市堯都区                                                                       | 帝堯                                                        |
| 上古時代             | 五帝                    | 有虞氏                  | 有虞氏                  | 蒲阪         | 山西省運城市永済市                                                                       | 帝舜                                                        |
| 夏国                 | 夏国                    | 夏国                    | 夏国                    | 崇           | 河南省洛陽市嵩県                                                                         | 鯀                                                          |
| 夏国                 | 夏国                    | 夏国                    | 夏国                    | 陽城         | 河南省鄭州市登封市告成鎮                                                                 | 帝禹                                                        |
| 有窮国               | 有窮国                  | 有窮国                  | 有窮国                  | 鉏           | 河南省安陽市滑県                                                                         | 羿                                                          |
| 有窮国               | 有窮国                  | 有窮国                  | 有窮国                  | 窮石         | 河南省洛陽市の南                                                                         | 羿 - 寒浞                                                   |
| 夏国                 | 夏国                    | 夏国                    | 夏国                    | 斟鄩         | 河南省洛陽市偃師区の二里頭遺跡                                                           | 帝太康 - 帝中康                                             |
| 夏国                 | 夏国                    | 夏国                    | 夏国                    | 帝丘         | 河南省濮陽市濮陽県                                                                       | 帝相                                                        |
| 夏国                 | 夏国                    | 夏国                    | 夏国                    | 綸           | 河南省商丘市虞城県の西                                                                   | 帝少康                                                      |
| 夏国                 | 夏国                    | 夏国                    | 夏国                    | 夏邑         | 河南省商丘市夏邑県                                                                       | 帝少康                                                      |
| 夏国                 | 夏国                    | 夏国                    | 夏国                    | 原           | 河南省済源市の北西                                                                       | 帝予                                                        |
| 夏国                 | 夏国                    | 夏国                    | 夏国                    | 老丘         | 河南省開封市祥符区の東                                                                   | 帝予 - 帝扃                                                 |
| 夏国                 | 夏国                    | 夏国                    | 夏国                    | 西河         | 河南省安陽市湯陰県の東                                                                   | 帝廑 - 帝発                                                 |
| 夏国                 | 夏国                    | 夏国                    | 夏国                    | 斟鄩         | 河南省洛陽市偃師区の二里頭遺跡                                                           | 帝桀                                                        |
| 夏国                 | 夏国                    | 夏国                    | 夏国                    | 河南         | ☆現在の場所は不明                                                                        | 帝桀                                                        |
| 殷国                 | 殷国                    | 殷国                    | 殷国                    | 亳           | ☆現在の場所は不明                                                                        | 契                                                          |
| 殷国                 | 殷国                    | 殷国                    | 殷国                    | 蕃           | ☆現在の場所は不明                                                                        | 契                                                          |
| 殷国                 | 殷国                    | 殷国                    | 殷国                    | 泜石         | ☆現在の場所は不明                                                                        | 昭明                                                        |
| 殷国                 | 殷国                    | 殷国                    | 殷国                    | 商           | ☆現在の場所は不明                                                                        | 昭明                                                        |
| 殷国                 | 殷国                    | 殷国                    | 殷国                    | 商丘         | ☆現在の場所は不明                                                                        | 相土                                                        |
| 殷国                 | 殷国                    | 殷国                    | 殷国                    | 泰山下       | ☆現在の場所は不明                                                                        | 相土                                                        |
| 殷国                 | 殷国                    | 殷国                    | 殷国                    | 商丘         | ☆現在の場所は不明                                                                        | 相土                                                        |
| 殷国                 | 殷国                    | 殷国                    | 殷国                    | 鄴           | 河北省邯鄲市臨漳県漳河流域                                                               | 上甲微                                                      |
| 殷国                 | 殷国                    | 殷国                    | 殷国                    | 殷           | 河南省安陽市の西北                                                                       | 王亥                                                        |
| 殷国                 | 殷国                    | 殷国                    | 殷国                    | 商丘         | ☆現在の場所は不明                                                                        | 殷侯                                                        |
| 殷国                 | 殷国                    | 殷国                    | 殷国                    | 亳           | ☆現在の場所は不明                                                                        | 湯王 - 中宗太戊 紀元前1600年 - 紀元前1422年                 |
| 殷国                 | 殷国                    | 殷国                    | 殷国                    | 隞           | ☆現在の場所は不明                                                                        | 中丁 - 外壬 紀元前1421年 - 紀元前1386年                     |
| 殷国                 | 殷国                    | 殷国                    | 殷国                    | 相           | 河南省安陽市内黄県の東南                                                                 | 河亶甲 紀元前1385年（河亶甲元年） - 紀元前1377年            |
| 殷国                 | 殷国                    | 殷国                    | 殷国                    | 庇           | 山東省菏沢市鄆城県の北                                                                   | 紀元前1376年（且乙滕） - 紀元前1328年（且丁新）             |
| 殷国                 | 殷国                    | 殷国                    | 殷国                    | 邢           | 河北省邢台市信都区                                                                       | 紀元前1376年（且乙滕） - 紀元前1328年（且丁新）             |
| 殷国                 | 殷国                    | 殷国                    | 殷国                    | 奄           | 山東省済寧市曲阜市                                                                       | 紀元前1327年（南庚更） - 紀元前1315年（象甲和）             |
| 殷国                 | 殷国                    | 殷国                    | 殷国                    | 殷           | 河南省安陽市の西北                                                                       | 紀元前1314年（般庚旬） - 紀元前1046年（帝辛受）             |
| 周国                 | 周国                    | 周国                    | 周国                    | 宗周         | 陝西省西安市から南西へ12km先                                                             | 紀元前1046年 - 紀元前771年                                  |
| 周国                 | 周国                    | 周国                    | 周国                    | 成周         | 河南省洛陽市西工区                                                                       | 紀元前1046年 - 紀元前771年                                  |
| 周国                 | 周国                    | 周国                    | 周国                    | 成周         | 河南省洛陽市西工区                                                                       | 紀元前770年 - 紀元前367年                                   |
| 周国                 | 周国                    | 周国                    | 周国                    | 洛邑         | 河南省洛陽市西工区                                                                       | 紀元前367年 - 紀元前256年                                   |
| 周国                 | 周国                    | 周国                    | 周国                    | 鞏           | 河南省鄭州市鞏義市の南西                                                                 | 紀元前367年 - 紀元前249年                                   |
| 春 秋 戦 国 時 代    | 呉国                    | 呉国                    | 呉国                    | 姑蘇         | 江蘇省蘇州市                                                                             | 紀元前11世紀 - 紀元前473年                                  |
| 春 秋 戦 国 時 代    | 斉国                    | 斉国                    | 斉国                    | 営丘         | 山東省淄博市臨淄区                                                                       | 紀元前11世紀 - 紀元前386年                                  |
| 春 秋 戦 国 時 代    | 魯国                    | 魯国                    | 魯国                    | 魯山         | 河南省平頂山市魯山県                                                                     | 紀元前11世紀                                                |
| 春 秋 戦 国 時 代    | 魯国                    | 魯国                    | 魯国                    | 奄城         | 山東省済寧市曲阜市                                                                       | 紀元前11世紀 - ？                                           |
| 春 秋 戦 国 時 代    | 魯国                    | 魯国                    | 魯国                    | 曲阜         | 山東省済寧市曲阜市古城村                                                                 | ？ - 紀元前256年                                            |
| 春 秋 戦 国 時 代    | 燕国                    | 燕国                    | 燕国                    | 薊           | 北京市房山区                                                                             | 紀元前11世紀 - 紀元前226年                                  |
| 春 秋 戦 国 時 代    | 燕国                    | 燕国                    | 燕国                    | 襄平         | 遼寧省遼陽市太子河区                                                                     | 紀元前226年 - 紀元前222年                                   |
| 春 秋 戦 国 時 代    | 蔡国                    | 蔡国                    | 蔡国                    | 上蔡         | 河南省駐馬店市上蔡県の南西                                                               | 紀元前11世紀 - 紀元前531年                                  |
| 春 秋 戦 国 時 代    | 蔡国                    | 蔡国                    | 蔡国                    | 呂亭         | 河南省駐馬店市新蔡県                                                                     | 紀元前528年 - 紀元前493年                                   |
| 春 秋 戦 国 時 代    | 蔡国                    | 蔡国                    | 蔡国                    | 州来         | 安徽省淮南市鳳台県                                                                       | 紀元前493年 - 紀元前447年                                   |
| 春 秋 戦 国 時 代    | 曹国                    | 曹国                    | 曹国                    | 陶丘         | 山東省菏沢市定陶区の南西                                                                 | 紀元前11世紀 - 紀元前487年                                  |
| 春 秋 戦 国 時 代    | 陳国                    | 陳国                    | 陳国                    | 宛丘         | 河南省周口市淮陽区                                                                       | 紀元前11世紀 - 紀元前478年                                  |
| 春 秋 戦 国 時 代    | 杞国                    | 杞国                    | 杞国                    | 杞           | 河南省開封市杞県                                                                         | 紀元前11世紀 - ？                                           |
| 春 秋 戦 国 時 代    | 杞国                    | 杞国                    | 杞国                    | 東平陽       | 山東省泰安市新泰市                                                                       | ？ - ？                                                     |
| 春 秋 戦 国 時 代    | 杞国                    | 杞国                    | 杞国                    | 縁陵         | 山東省濰坊市昌楽県                                                                       | ？ - ？                                                     |
| 春 秋 戦 国 時 代    | 杞国                    | 杞国                    | 杞国                    | 淳于         | 山東省濰坊市安丘市の北東                                                                 | ？ - 紀元前445年                                            |
| 春 秋 戦 国 時 代    | 衛国                    | 衛国                    | 衛国                    | 朝歌         | 河南省鶴壁市淇県                                                                         | 紀元前11世紀 - 紀元前660年                                  |
| 春 秋 戦 国 時 代    | 衛国                    | 衛国                    | 衛国                    | 曹           | 河南省安陽市滑県                                                                         | 紀元前660年                                                 |
| 春 秋 戦 国 時 代    | 衛国                    | 衛国                    | 衛国                    | 楚丘         | 河南省安陽市滑県の東                                                                     | 紀元前659年 - 紀元前629年                                   |
| 春 秋 戦 国 時 代    | 衛国                    | 衛国                    | 衛国                    | 帝丘         | 河南省濮陽市濮陽県                                                                       | 紀元前629年 - 紀元前241年                                   |
| 春 秋 戦 国 時 代    | 衛国                    | 衛国                    | 衛国                    | 野王         | 河南省焦作市沁陽市                                                                       | 紀元前241年 - 紀元前209年                                   |
| 春 秋 戦 国 時 代    | 宋国                    | 宋国                    | 宋国                    | 商丘         | 河南省商丘市睢陽区                                                                       | 紀元前11世紀 - ？                                           |
| 春 秋 戦 国 時 代    | 宋国                    | 宋国                    | 宋国                    | 彭城         | 江蘇省徐州市銅山区                                                                       | 紀元前4世紀頃 - 紀元前286年                                 |
| 春 秋 戦 国 時 代    | 晋国                    | 晋国                    | 晋国                    | 唐           | 山西省太原市晋源区                                                                       | 紀元前11世紀 - ？                                           |
| 春 秋 戦 国 時 代    | 晋国                    | 晋国                    | 晋国                    | 曲沃         | 山西省臨汾市曲沃県                                                                       | 紀元前744年 - 紀元前676年                                   |
| 春 秋 戦 国 時 代    | 晋国                    | 晋国                    | 晋国                    | 絳           | 山西省臨汾市翼城県の南東                                                                 | ？- 紀元前679年                                             |
| 春 秋 戦 国 時 代    | 晋国                    | 晋国                    | 晋国                    | 新絳         | 山西省臨汾市侯馬市                                                                       | 紀元前676年 - ？                                            |
| 春 秋 戦 国 時 代    | 楚国                    | 楚国                    | 楚国                    | 丹陽         | 河南省南陽市淅川県                                                                       | 紀元前11世紀 - 紀元前689年                                  |
| 春 秋 戦 国 時 代    | 楚国                    | 楚国                    | 楚国                    | 郢           | 湖北省荊州市荊州区                                                                       | 紀元前689年 - 紀元前278年                                   |
| 春 秋 戦 国 時 代    | 楚国                    | 楚国                    | 楚国                    | 陳           | 河南省周口市淮陽区                                                                       | 紀元前278年 - 紀元前241年                                   |
| 春 秋 戦 国 時 代    | 楚国                    | 楚国                    | 楚国                    | 寿春         | 安徽省淮南市寿県                                                                         | 紀元前241年 - 紀元前224年                                   |
| 春 秋 戦 国 時 代    | 越国                    | 越国                    | 越国                    | 会稽         | 浙江省紹興市                                                                             | ？- 紀元前468年                                             |
| 春 秋 戦 国 時 代    | 越国                    | 越国                    | 越国                    | 瑯琊         | 江蘇省連雲港市海州区                                                                     | 紀元前468年 - 紀元前378年                                   |
| 春 秋 戦 国 時 代    | 越国                    | 越国                    | 越国                    | 呉           | 江蘇省蘇州市                                                                             | 紀元前378年 - ？                                            |
| 春 秋 戦 国 時 代    | 越国                    | 越国                    | 越国                    | 会稽         | 浙江省紹興市                                                                             | ？- 紀元前306年                                             |
| 春 秋 戦 国 時 代    | 鄭国                    | 鄭国                    | 鄭国                    | 棫林         | 陝西省渭南市華州区                                                                       | 紀元前806年 - 紀元前771年                                   |
| 春 秋 戦 国 時 代    | 鄭国                    | 鄭国                    | 鄭国                    | 新鄭         | 河南省鄭州市新鄭市                                                                       | 紀元前770年 - 紀元前375年                                   |
| 春 秋 戦 国 時 代    | 趙国                    | 趙国                    | 趙国                    | 中牟         | 河南省鶴壁市山城区                                                                       | 紀元前403年 - 紀元前386年                                   |
| 春 秋 戦 国 時 代    | 趙国                    | 趙国                    | 趙国                    | 邯鄲         | 河北省邯鄲市                                                                             | 紀元前386年 - 紀元前353年                                   |
| 春 秋 戦 国 時 代    | 趙国                    | 趙国                    | 趙国                    | 信都         | 河北省邢台市信都区                                                                       | 紀元前353年 - 紀元前351年                                   |
| 春 秋 戦 国 時 代    | 趙国                    | 趙国                    | 趙国                    | 邯鄲         | 河北省邯鄲市                                                                             | 紀元前351年 - 紀元前228年                                   |
| 春 秋 戦 国 時 代    | 魏国                    | 魏国                    | 魏国                    | 安邑         | 山西省運城市夏県禹王村                                                                   | 紀元前403年 - 紀元前361年                                   |
| 春 秋 戦 国 時 代    | 魏国                    | 魏国                    | 魏国                    | 大梁         | 河南省開封市                                                                             | 紀元前361年 - 紀元前225年                                   |
| 春 秋 戦 国 時 代    | 韓国                    | 韓国                    | 韓国                    | 陽翟         | 河南省許昌市禹州市                                                                       | 紀元前403年 - 紀元前375年                                   |
| 春 秋 戦 国 時 代    | 韓国                    | 韓国                    | 韓国                    | 新鄭         | 河南省鄭州市新鄭市                                                                       | 紀元前375年 - 紀元前230年                                   |
| 春 秋 戦 国 時 代    | 斉国                    | 斉国                    | 斉国                    | 臨淄         | 山東省淄博市臨淄区                                                                       | 紀元前386年 - 紀元前221年                                   |
| 春 秋 戦 国 時 代    | 中山国                  | 中山国                  | 中山国                  | 顧           | 河北省定州市                                                                             | 紀元前413年 - 紀元前407年                                   |
| 春 秋 戦 国 時 代    | 中山国                  | 中山国                  | 中山国                  | 霊寿         | 河北省石家荘市平山県上三汲郷                                                             | 紀元前378年 - 紀元前396年                                   |
| 春 秋 戦 国 時 代    | 秦国                    | 秦国                    | 秦国                    | 犬丘         | 甘粛省隴南市礼県                                                                         | ？ - ？                                                     |
| 春 秋 戦 国 時 代    | 秦国                    | 秦国                    | 秦国                    | 平陽         | 陝西省宝鶏市陳倉区                                                                       | ？ - 紀元前677年                                            |
| 春 秋 戦 国 時 代    | 秦国                    | 秦国                    | 秦国                    | 雍城         | 陝西省宝鶏市鳳翔区の南東                                                                 | 紀元前677年 - ？                                            |
| 春 秋 戦 国 時 代    | 秦国                    | 秦国                    | 秦国                    | 涇陽         | 陝西省咸陽市涇陽県                                                                       | ？ - 紀元前383年                                            |
| 春 秋 戦 国 時 代    | 秦国                    | 秦国                    | 秦国                    | 櫟陽         | 陝西省西安市閻良区                                                                       | 紀元前383年 - 紀元前350年                                   |
| 春 秋 戦 国 時 代    | 秦国                    | 秦国                    | 秦国                    | 咸陽         | 陝西省咸陽市の北東                                                                       | 紀元前350年 - 紀元前221年                                   |
| 秦帝国               | 秦帝国                  | 秦帝国                  | 秦帝国                  | 咸陽         | 陝西省咸陽市の北東                                                                       | 紀元前221年 - 紀元前206年                                   |
| 漢帝国               | 漢帝国                  | 漢帝国                  | 漢帝国                  | 雒陽         | 河南省洛陽市                                                                             | 前202年                                                     |
| 漢帝国               | 漢帝国                  | 漢帝国                  | 漢帝国                  | 櫟陽         | 陝西省西安市閻良区                                                                       | 紀元前202年 - 紀元前200年                                   |
| 漢帝国               | 漢帝国                  | 漢帝国                  | 漢帝国                  | 長安         | 陝西省西安市長安区                                                                       | 紀元前200年 - 紀元後8年（初始元年）12月1日                  |
| 新帝国               | 新帝国                  | 新帝国                  | 新帝国                  | 常安         | 陝西省西安市長安区                                                                       | 9年（始建国元年）1月1日 - 23年（地皇4年）9月                |
| 漢帝国               | 漢帝国                  | 漢帝国                  | 漢帝国                  | 雒陽         | 河南省洛陽市                                                                             | 25年（建武元年）6月 - 190年（初平元年）2月                  |
| 漢帝国               | 漢帝国                  | 漢帝国                  | 漢帝国                  | 長安         | 陝西省西安市長安区                                                                       | 190年（初平元年）2月 - 195年（興平2年）7月                  |
| 漢帝国               | 漢帝国                  | 漢帝国                  | 漢帝国                  | 許           | 河南省許昌市                                                                             | 196年（建安元年）8月 - 220年（延康元年）10月29日            |
| 三 国 時 代          | 魏帝国                  | 魏帝国                  | 魏帝国                  | 洛陽         | 河南省洛陽市                                                                             | 220年（黄初元年）10月29日 - 265年（咸熙2年）12月13日        |
| 三 国 時 代          | 漢帝国                  | 漢帝国                  | 漢帝国                  | 成都         | 四川省成都市                                                                             | 221年（章武元年）4月 - 263年（炎興元年）11月                |
| 三 国 時 代          | 呉帝国                  | 呉帝国                  | 呉帝国                  | 武昌         | 湖北省鄂州市鄂城区                                                                       | 221年（黄初2年） - 229年（黄龍元年）4月                     |
| 三 国 時 代          | 呉帝国                  | 呉帝国                  | 呉帝国                  | 建業         | 江蘇省南京市                                                                             | 229年（黄龍元年）4月 - 265年（甘露元年）9月                 |
| 三 国 時 代          | 呉帝国                  | 呉帝国                  | 呉帝国                  | 武昌         | 湖北省鄂州市鄂城区                                                                       | 265年（甘露元年）9月 - 266年（宝鼎元年）12月                |
| 三 国 時 代          | 呉帝国                  | 呉帝国                  | 呉帝国                  | 建業         | 江蘇省南京市                                                                             | 266年（宝鼎元年）12月 - 280年（天紀4年）5月1日              |
| 晋帝国               | 晋帝国                  | 晋帝国                  | 晋帝国                  | 洛陽         | 河南省洛陽市                                                                             | 265年（泰始元年）12月13日 - 313年（建興元年）               |
| 晋帝国               | 晋帝国                  | 晋帝国                  | 晋帝国                  | 長安         | 陝西省西安市長安区                                                                       | 313年（建興元年） - 316年（建興4年）                        |
| 晋帝国               | 晋帝国                  | 晋帝国                  | 晋帝国                  | 建康         | 江蘇省南京市                                                                             | 317年（建武元年）4月6日 - 420年（元熙2年）7月7日            |
| 五 胡 十 六 国 時 代 | 十 六 国                | 成漢                    | 成漢                    | 成都         | 四川省成都市                                                                             | 304年（建興元年）10月 - 347年（嘉寧2年）3月                 |
| 五 胡 十 六 国 時 代 | 十 六 国                | 漢                      | 漢                      | 左国城       | 山西省呂梁市離石区                                                                       | 304年（元熙元年）10月 - 308年（永鳳元年）                   |
| 五 胡 十 六 国 時 代 | 十 六 国                | 漢                      | 漢                      | 平陽         | 山西省臨汾市堯都区                                                                       | 308年（永鳳元年） - 318年（光初元年）12月                   |
| 五 胡 十 六 国 時 代 | 十 六 国                | 漢                      | 漢                      | 長安         | 陝西省西安市長安区                                                                       | 318年（光初元年）12月 - 328年（光初11年）                   |
| 五 胡 十 六 国 時 代 | 十 六 国                | 前趙                    | 前趙                    | 長安         | 陝西省西安市長安区                                                                       | 319年（光初2年） - 328年（光初11年）                        |
| 五 胡 十 六 国 時 代 | 十 六 国                | 後趙                    | 後趙                    | 襄国         | 河北省邢台市信都区                                                                       | 319年 - 335年（建武元年）                                   |
| 五 胡 十 六 国 時 代 | 十 六 国                | 後趙                    | 後趙                    | 鄴           | 河北省邯鄲市臨漳県漳河流域                                                               | 335年（建武元年） - 350年（永寧元年）                       |
| 五 胡 十 六 国 時 代 | 十 六 国                | 前涼                    | 前涼                    | 姑臧         | 甘粛省武威市涼州区                                                                       | 313年 - 376年（升平20年）                                   |
| 五 胡 十 六 国 時 代 | 十 六 国                | 前燕                    | 前燕                    | 龍城         | 遼寧省朝陽市双塔区                                                                       | 337年 - 352年                                               |
| 五 胡 十 六 国 時 代 | 十 六 国                | 前燕                    | 前燕                    | 薊           | 北京市大興区                                                                             | 352年 - 357年                                               |
| 五 胡 十 六 国 時 代 | 十 六 国                | 前燕                    | 前燕                    | 鄴           | 河北省邯鄲市臨漳県漳河流域                                                               | 357年－370年                                                |
| 五 胡 十 六 国 時 代 | 十 六 国                | 冉魏                    | 冉魏                    | 鄴           | 河北省邯鄲市臨漳県漳河流域                                                               | 350年 - 352年                                               |
| 五 胡 十 六 国 時 代 | 十 六 国                | 前秦                    | 前秦                    | 長安         | 陝西省西安市長安区                                                                       | 351年－394年                                                |
| 五 胡 十 六 国 時 代 | 十 六 国                | 後燕                    | 後燕                    | 中山         | 河北省定州市                                                                             | 386年－397年                                                |
| 五 胡 十 六 国 時 代 | 十 六 国                | 後燕                    | 後燕                    | 龍城         | 遼寧省朝陽市双塔区                                                                       | 398年－409年                                                |
| 五 胡 十 六 国 時 代 | 十 六 国                | 西燕                    | 西燕                    | 長子         | 山西省長治市長子県                                                                       | 386年 - 394年                                               |
| 五 胡 十 六 国 時 代 | 十 六 国                | 後秦                    | 後秦                    | 長安         | 陝西省西安市長安区                                                                       | 386年 - 417年                                               |
| 五 胡 十 六 国 時 代 | 十 六 国                | 翟魏                    | 翟魏                    | 滑台         | 河南省安陽市滑県の東                                                                     | 388年 - 392年                                               |
| 五 胡 十 六 国 時 代 | 十 六 国                | 西秦                    | 西秦                    | 勇士城       | 甘粛省蘭州市楡中県                                                                       | 385年 - 388年                                               |
| 五 胡 十 六 国 時 代 | 十 六 国                | 西秦                    | 西秦                    | 金城         | 甘粛省蘭州市西固区                                                                       | 388年 - 395年                                               |
| 五 胡 十 六 国 時 代 | 十 六 国                | 西秦                    | 西秦                    | 西城         | 甘粛省白銀市靖遠県                                                                       | 395年 - 400年                                               |
| 五 胡 十 六 国 時 代 | 十 六 国                | 西秦                    | 西秦                    | 苑川         | 甘粛省蘭州市楡中県                                                                       | 410年 - 412年                                               |
| 五 胡 十 六 国 時 代 | 十 六 国                | 西秦                    | 西秦                    | 枹罕         | 甘粛省臨夏回族自治州臨夏県                                                               | 412年 - 430年                                               |
| 五 胡 十 六 国 時 代 | 十 六 国                | 後涼                    | 後涼                    | 姑臧         | 甘粛省武威市涼州区                                                                       | 386年 - 403年                                               |
| 五 胡 十 六 国 時 代 | 十 六 国                | 南涼                    | 南涼                    | 楽都         | 青海省海東市楽都区                                                                       | 397年 - 399年                                               |
| 五 胡 十 六 国 時 代 | 十 六 国                | 南涼                    | 南涼                    | 西平         | 青海省西寧市湟中区                                                                       | 399年 - 402年                                               |
| 五 胡 十 六 国 時 代 | 十 六 国                | 南涼                    | 南涼                    | 楽都         | 青海省海東市楽都区                                                                       | 402年 - 414年                                               |
| 五 胡 十 六 国 時 代 | 十 六 国                | 西涼                    | 西涼                    | 敦煌         | 甘粛省酒泉市敦煌市                                                                       | 400年 - 405年                                               |
| 五 胡 十 六 国 時 代 | 十 六 国                | 西涼                    | 西涼                    | 酒泉         | 甘粛省酒泉市粛州区                                                                       | 405年 - 421年                                               |
| 五 胡 十 六 国 時 代 | 十 六 国                | 北涼                    | 北涼                    | 姑臧         | 甘粛省武威市涼州区                                                                       | 397年 - 439年                                               |
| 五 胡 十 六 国 時 代 | 十 六 国                | 南燕                    | 南燕                    | 滑台         | 河南省安陽市滑県の東                                                                     | 398年 - 400年                                               |
| 五 胡 十 六 国 時 代 | 十 六 国                | 南燕                    | 南燕                    | 広固         | 山東省濰坊市青州市の北西                                                                 | 400年 - 410年                                               |
| 五 胡 十 六 国 時 代 | 十 六 国                | 北燕                    | 北燕                    | 昌黎         | 遼寧省錦州市義県                                                                         | 409年 - 436年                                               |
| 五 胡 十 六 国 時 代 | 十 六 国                | 夏                      | 夏                      | 統万城       | 内モンゴル自治区オルドス市ウーシン旗から 陝西省楡林市靖辺県との境界を流れる 無定河の北岸 | 407年 - 427年                                               |
| 五 胡 十 六 国 時 代 | 十 六 国                | 夏                      | 夏                      | 長安         | 陝西省西安市長安区                                                                       | 418年                                                       |
| 五 胡 十 六 国 時 代 | 十 六 国                | 北魏                    | 北魏                    | 盛楽         | 内モンゴル自治区フフホト市ホリンゴル県                                                   | 386年 - 398年                                               |
| 五 胡 十 六 国 時 代 | 十 六 国                | 北魏                    | 北魏                    | 平城         | 山西省大同市平城区                                                                       | 398年 - 439年                                               |
| 大唐帝国             | 大唐帝国                | 大唐帝国                | 大唐帝国                | 長安         | 陝西省西安市                                                                             | 618年（武徳元年） - 904年（天祐元年）                       |
| 大唐帝国             | 大唐帝国                | 大唐帝国                | 大唐帝国                | 洛陽         | 河南省洛陽市                                                                             | 904年（天祐元年） - 907年（天祐4年）                        |
| 五 代 十 国 時 代    | 十 国                   | 前蜀                    | 前蜀                    | 成都         | 四川省成都市                                                                             | 907年（天復7年） - 925年（咸康元年）                        |
| 五 代 十 国 時 代    | 十 国                   | 後蜀                    | 後蜀                    | 成都         | 四川省成都市                                                                             | 934年（明徳元年） - 965年（広政28年）                       |
| 五 代 十 国 時 代    | 十 国                   | 呉                      | 呉                      | 江都府       | 江蘇省揚州市                                                                             | 902年（天復2年） - 937年（天祚3年）                         |
| 五 代 十 国 時 代    | 十 国                   | 南唐                    | 南唐                    | 江寧府       | 江蘇省南京市                                                                             | 937年（昇元元年） - 961年（建隆2年）                        |
| 五 代 十 国 時 代    | 十 国                   | 南唐                    | 南唐                    | 南都南昌府   | 江西省南昌市                                                                             | 961年（建隆2年）                                            |
| 五 代 十 国 時 代    | 十 国                   | 南唐                    | 南唐                    | 江寧府       | 江蘇省南京市                                                                             | 961年（建隆2年） - 975年（開宝8年）                         |
| 五 代 十 国 時 代    | 十 国                   | 荊南                    | 荊南                    | 江陵         | 湖北省荊州市                                                                             | 907年（開平元年） - 963年（建隆4年）                        |
| 五 代 十 国 時 代    | 十 国                   | 呉越                    | 呉越                    | 銭塘         | 浙江省杭州市                                                                             | 907年（開平元年） - 978年（太平興国3年）                    |
| 五 代 十 国 時 代    | 十 国                   | 閩                      | 閩                      | 長楽         | 福建省福州市                                                                             | 909年（開平3年） - 945年（天徳3年）                         |
| 五 代 十 国 時 代    | 十 国                   | 楚                      | 楚                      | 長沙         | 湖南省長沙市                                                                             | 907年（開平元年） - 951年（保大9年）                        |
| 五 代 十 国 時 代    | 十 国                   | 南漢                    | 南漢                    | 興王府       | 広東省広州市                                                                             | 909年（開平3年） - 971年（大宝14年）                        |
| 五 代 十 国 時 代    | 十 国                   | 北漢                    | 北漢                    | 太原府       | 山西省太原市                                                                             | 951年（乾祐4年） - 979年（広運6年）                         |
| 宋帝国               | 宋帝国                  | 宋帝国                  | 宋帝国                  | 東京開封府   | 河南省開封市                                                                             | 960年（建隆元年）2月4日－1127年（靖康2年）3月20日           |
| 宋帝国               | 宋帝国                  | 宋帝国                  | 宋帝国                  | 行在臨安府   | 浙江省杭州市                                                                             | 1138年（紹興8年）4月12日－1276年（徳祐2年）2月5日           |
| 遼帝国               | 遼帝国                  | 遼帝国                  | 遼帝国                  | 上京臨潢府   | 内モンゴル自治区赤峰市バイリン左旗                                                       | 918年（神冊3年）－1120年（天慶10年）                        |
| 西夏                 | 西夏                    | 西夏                    | 西夏                    | 興慶府       | 寧夏回族自治区銀川市                                                                     | 1038年（天授礼法延祚元年）－1227年（宝義2年）               |
| 金帝国               | 金帝国                  | 金帝国                  | 金帝国                  | 上京会寧府   | 黒竜江省ハルビン市阿城区                                                                 | 1115年（収国元年）－1153年（貞元2年）4月21日                |
| 金帝国               | 金帝国                  | 金帝国                  | 金帝国                  | 中都大興府   | 北京市                                                                                   | 1153年（貞元2年）4月21日－1214年（貞祐2年）6月27日          |
| 金帝国               | 金帝国                  | 金帝国                  | 金帝国                  | 南京開封府   | 河南省開封市                                                                             | 1214年（貞祐2年）6月27日－1233年（天興2年）                 |
| 金帝国               | 金帝国                  | 金帝国                  | 金帝国                  | 蔡州         | 河南省駐馬店市汝南県                                                                     | 1233年（天興2年）－1234年（天興3年）                        |
| 大元帝国             | 大元帝国                | 大元帝国                | 大元帝国                | 大都         | 北京市                                                                                   | 1267年（至元4年）2月25日－1368年（至正28年）9月14日         |
| 大明帝国             | 大明帝国                | 大明帝国                | 大明帝国                | 南京応天府   | 江蘇省南京市                                                                             | 1368年（洪武元年）1月23日－1378年（洪武11年）               |
| 大明帝国             | 大明帝国                | 大明帝国                | 大明帝国                | 京師         | 江蘇省南京市                                                                             | 1378年（洪武11年）－1421年（永楽19年）2月2日                |
| 大明帝国             | 大明帝国                | 大明帝国                | 大明帝国                | 北京順天府   | 北京市                                                                                   | 1421年（永楽19年）2月2日－1644年（崇禎17年）4月25日         |
| 大 明 帝 国          | 亡 命 政 権             | 弘光帝政権              | 弘光帝政権              | 南京         | 江蘇省南京市                                                                             | 1644年6月7日－1645年6月17日                                 |
| 大 明 帝 国          | 亡 命 政 権             | 隆武帝政権              | 隆武帝政権              | 福州         | 福建省福州市                                                                             | 1645年6月29日－1646年10月7日                                |
| 大 明 帝 国          | 亡 命 政 権             | 潞王・朱常淓政権        | 潞王・朱常淓政権        | 杭州         | 浙江省杭州市                                                                             | 1645年7月1日－1645年7月7日                                  |
| 大 明 帝 国          | 亡 命 政 権             | 桂王・朱由榔政権        | 桂王・朱由榔政権        | 肇慶         | 広東省肇慶市                                                                             | 1646年11月20日－1652年3月15日                               |
| 大 明 帝 国          | 亡 命 政 権             | 紹武帝政権              | 紹武帝政権              | 広州         | 広東省広州市                                                                             | 1646年12月8日－1647年1月20日                                |
| 大 明 帝 国          | 亡 命 政 権             | 魯王・朱以海政権        | 魯王・朱以海政権        | 紹興         | 浙江省紹興市                                                                             | 1645年8月3日－1646年7月14日                                 |
| 大 明 帝 国          | 亡 命 政 権             | 魯王・朱以海政権        | 魯王・朱以海政権        | 舟山         | 浙江省舟山市                                                                             | 1646年7月14日－1653年4月                                    |
| 大 明 帝 国          | 亡 命 政 権             | 永暦帝政権              | 永暦帝政権              | 安龍府       | 貴州省黔西南プイ族ミャオ族自治州安竜県                                                   | 1652年3月15日－1662年1月11日                                |
| 建州国               | 建州国                  | 建州国                  | 建州国                  | 佛阿拉       | 遼寧省撫順市新賓満族自治県永陵鎮二道村                                                   | 1587年2月 - 1588年                                          |
| マンジュ国           | マンジュ国              | マンジュ国              | マンジュ国              | 佛阿拉       | 遼寧省撫順市新賓満族自治県永陵鎮二道村                                                   | 1588年 - 1603年2月                                          |
| マンジュ国           | マンジュ国              | マンジュ国              | マンジュ国              | 赫図阿拉     | 遼寧省撫順市新賓満族自治県永陵鎮老城村                                                   | 1603年2月 - 1620年（天命5年）11月                           |
| アイシン国           | アイシン国              | アイシン国              | アイシン国              | 赫図阿拉     | 遼寧省撫順市新賓満族自治県永陵鎮老城村                                                   | 1616年（天命元年） - 1620年（天命5年）11月                  |
| アイシン国           | アイシン国              | アイシン国              | アイシン国              | 界藩         | 遼寧省撫順市東洲区章党鎮高麗村                                                           | 1620年（天命5年）11月 - 1621年（天命6年）9月                |
| アイシン国           | アイシン国              | アイシン国              | アイシン国              | 東京         | 遼寧省遼陽市文聖区東京陵街道新城村                                                       | 1621年（天命6年）9月 - 1625年（天命10年）4月11日            |
| アイシン国           | アイシン国              | アイシン国              | アイシン国              | 瀋陽         | 遼寧省瀋陽市                                                                             | 1625年（天命10年）4月11日 - 1634年（天聡8年）               |
| アイシン国           | アイシン国              | アイシン国              | アイシン国              | 盛京         | 遼寧省瀋陽市                                                                             | 1634年（天聡8年） - 1636年（崇徳元年）5月15日               |
| 大清帝国             | 大清帝国                | 大清帝国                | 大清帝国                | 盛京         | 遼寧省瀋陽市                                                                             | 1636年（崇徳元年）5月15日 - 1644年（順治元年）9月20日       |
| 大清帝国             | 大清帝国                | 大清帝国                | 大清帝国                | 北京         | 北京市                                                                                   | 1644年（順治元年）9月20日 - 1862年（同治元年）              |
| 大清帝国             | 大清帝国                | 大清帝国                | 大清帝国                | 北京         | 北京市                                                                                   | 1862年（同治元年） - 1889年 - 1889年（光緒15年）            |
| 大清帝国             | 大清帝国                | 大清帝国                | 大清帝国                | 北京         | 北京市                                                                                   | 1889年（光緒15年） - 1912年（宣統4年）2月12日               |
| 太平天国             | 太平天国                | 太平天国                | 太平天国                | 天京         | 江蘇省南京市                                                                             | 1853年（葵開元年）3月23日 - 1864年（葵開12年）7月19日       |
| 中 華 民 国          | 軍 政 府 鄂 軍 都 督 府 | 革命政権                | 革命政権                | 武昌         | 湖北省武漢市武昌区                                                                       | 1911年（黄帝紀元4609年）10月11日 - 1912年（民国元年）1月1日 |
| 中 華 民 国          | 臨 時 政 府             | 孫文政権                | 孫文政権                | 南京         | 江蘇省南京市                                                                             | 1912年（民国元年）1月1日 - 1912年（民国元年）3月10日        |
| 中 華 民 国          | 臨 時 政 府             | 袁世凱政権              | 袁世凱政権              | 北京         | 北京市                                                                                   | 1912年（民国元年）3月10日 - 1912年（民国元年）4月2日        |
| 中 華 民 国          | 北 洋 軍 閥 政 府       | 袁世凱政権              | 袁世凱政権              | 北京         | 北京市                                                                                   | 1912年（民国元年）4月2日 - 1915年（民国4年）12月12日        |
| 中華帝国             | 中華帝国                | 中華帝国                | 中華帝国                | 北京         | 北京市                                                                                   | 1915年（民国4年）12月12日 - 1916年（洪憲元年）3月22日       |
| 中 華 民 国          | 北 洋 軍 閥 政 府       | 安徽派政権              | 安徽派政権              | 北京         | 北京市                                                                                   | 1916年（民国5年）3月22日 - 1917年（民国6年）6月30日         |
| 大清帝国             | 大清帝国                | 大清帝国                | 大清帝国                | 北京         | 北京市                                                                                   | 1917年（宣統9年）7月1日 - 1917年（宣統9年）7月12日          |
| 中 華 民 国          | 北 洋 軍 閥 政 府       | 安徽派政権              | 安徽派政権              | 北京         | 北京市                                                                                   | 1917年（民国6年）7月13日 - 1920年（民国9年）7月19日         |
| 中 華 民 国          | 北 洋 軍 閥 政 府       | 直隷派、 奉天派連合政権 | 直隷派、 奉天派連合政権 | 北京         | 北京市                                                                                   | 1920年（民国9年）7月19日 - 1922年（民国11年）5月5日         |
| 中 華 民 国          | 北 洋 軍 閥 政 府       | 直隷派政権              | 直隷派政権              | 北京         | 北京市                                                                                   | 1922年（民国11年）5月5日 - 1924年（民国13年）10月23日       |
| 中 華 民 国          | 北 洋 軍 閥 政 府       | 執 政 府 政 権          | 臨時政権                | 北京         | 北京市                                                                                   | 1924年（民国13年）10月23日 - 1924年（民国13年）11月24日     |
| 中 華 民 国          | 北 洋 軍 閥 政 府       | 執 政 府 政 権          | 臨時政府                | 北京         | 北京市                                                                                   | 1924年（民国13年）11月24日 - 1926年（民国15年）4月          |
| 中 華 民 国          | 北 洋 軍 閥 政 府       | 奉天派、 直隷派連合政権 | 奉天派、 直隷派連合政権 | 北京         | 北京市                                                                                   | 1926年（民国15年）4月 - 1926年（民国15年）末                |
| 中 華 民 国          | 北 洋 軍 閥 政 府       | 奉天派政権              | 奉天派政権              | 北京         | 北京市                                                                                   | 1926年（民国15年）末 - 1928年（民国17年）5月30日            |
| 中 華 民 国          | 北 洋 軍 閥 政 府       | 奉天軍閥政権            | 奉天軍閥政権            | 奉天         | 遼寧省瀋陽市                                                                             | 1928年（民国17年）5月30日 - 1928年（民国17年）12月29日      |
| 中 華 民 国          | 広東国民政府            | 広東国民政府            | 広東国民政府            | 広州         | 広東省広州市                                                                             | 1925年（民国14年）7月1日 - 1927年（民国16年）2月21日        |
| 中 華 民 国          | 武漢国民政府            | 武漢国民政府            | 武漢国民政府            | 武漢         | 湖北省武漢市                                                                             | 1927年（民国16年）2月21日 - 1927年（民国16年）8月19日       |
| 中 華 民 国          | 南 京 国 民 政 府       | 蔣介石政権              | 蔣介石政権              | 南京         | 江蘇省南京市                                                                             | 1927年（民国16年）4月18日 - 1937年（民国26年）11月20日      |
| 中 華 民 国          | 南 京 国 民 政 府       | 蔣介石政権              | 蔣介石政権              | 武漢         | 湖北省武漢市                                                                             | 1937年（民国26年）11月20日 - 1937年（民国26年）11月21日     |
| 中 華 民 国          | 南 京 国 民 政 府       | 蔣介石政権              | 蔣介石政権              | 重慶         | 重慶市                                                                                   | 1937年（民国26年）11月21日 - 1946年（民国35年）5月5日       |
| 中 華 民 国          | 南 京 国 民 政 府       | 蔣介石政権              | 蔣介石政権              | 南京         | 江蘇省南京市                                                                             | 1946年（民国35年）5月5日 - 1949年（民国38年）1月21日        |
| 中 華 民 国          | 南 京 国 民 政 府       | 李宗仁政権              | 李宗仁政権              | 南京         | 江蘇省南京市                                                                             | 1949年（民国38年）1月21日 - 1949年（民国38年）1月25日       |
| 中 華 民 国          | 中 華 民 国 政 府       | 李宗仁政権              | 李宗仁政権              | 広州         | 広東省広州市                                                                             | 1949年（民国38年）1月25日 - 1949年（民国38年）10月14日      |
| 中 華 民 国          | 中 華 民 国 政 府       | 李宗仁政権              | 李宗仁政権              | 重慶         | 重慶市                                                                                   | 1949年（民国38年）10月14日 - 1949年（民国38年）11月30日     |
| 中 華 民 国          | 中 華 民 国 政 府       | 李宗仁政権              | 李宗仁政権              | 成都         | 四川省成都市                                                                             | 1949年（民国38年）11月30日 - 1949年（民国38年）12月27日     |
| 中 華 民 国          | 中 華 民 国 政 府       | 李宗仁政権              | 李宗仁政権              | 西昌         | 四川省涼山イ族自治州西昌市                                                               | 1949年（民国38年）12月27日 - 1950年（民国39年）3月1日       |
| 中 華 民 国          | 中 華 民 国 政 府       | 蔣介石政権              | 蔣介石政権              | 西昌         | 四川省涼山イ族自治州西昌市                                                               | 1950年（民国39年）3月1日 - 1950年（民国39年）3月27日        |
| 中 華 民 国          | 台 湾 国 民 政 府       | 蔣介石政権              | 蔣介石政権              | 台北         | 台北市                                                                                   | 1950年（民国39年）3月27日 - 1975年（民国64年）4月5日        |
| 中 華 民 国          | 台 湾 国 民 政 府       | 厳家淦政権              | 厳家淦政権              | 台北         | 台北市                                                                                   | 1975年（民国64年）4月6日 - 1978年（民国67年）5月20日        |
| 中 華 民 国          | 台 湾 国 民 政 府       | 蔣経国政権              | 蔣経国政権              | 台北         | 台北市                                                                                   | 1978年（民国67年）5月20日 - 1988年（民国77年）1月13日       |
| 中 華 民 国          | 台 湾 国 民 政 府       | 李登輝政権              | 李登輝政権              | 台北         | 台北市                                                                                   | 1988年（民国77年）1月13日 - 1996年（民国85年）5月20日       |
| 中 華 民 国          | 第 二 共 和 制          | 中国国民党政権          | 中国国民党政権          | 台北         | 台北市                                                                                   | 1996年（民国85年）5月20日 - 2000年（民国89年）5月20日       |
| 中 華 民 国          | 第 二 共 和 制          | 民主進歩党政権          | 民主進歩党政権          | 台北         | 台北市                                                                                   | 2000年（民国89年）5月20日 - 2008年（民国97年）5月20日       |
| 中 華 民 国          | 第 二 共 和 制          | 中国国民党政権          | 中国国民党政権          | 台北         | 台北市                                                                                   | 2008年（民国97年）5月20日 - 2016年（民国105年）5月20日      |
| 中 華 民 国          | 第 二 共 和 制          | 民主進歩党政権          | 民主進歩党政権          | 台北         | 台北市                                                                                   | 2016年（民国105年）5月20日 - 現在                           |
| 中 華 民 国          | 北平国民政府            | 北平国民政府            | 北平国民政府            | 北平         | 北京市                                                                                   | 1930年（民国19年）9月9日 - 1930年（民国19年）9月23日        |
| 中 華 民 国          | 北平国民政府            | 北平国民政府            | 北平国民政府            | 太原         | 山西省太原市                                                                             | 1930年（民国19年）9月23日 - 1930年（民国19年）11月4日       |
| 広州国民政府         | 広州国民政府            | 広州国民政府            | 広州                    | 広東省広州市 | 1931年（民国20年）5月28日 - 1931年（民国20年）12月22日                                   |                                                             |
| 中華ソビエト共和国   | 中華ソビエト共和国      | 中華ソビエト共和国      | 中華ソビエト共和国      | 瑞金         | 江西省贛州市瑞金市                                                                       | 1931年11月7日 - 1937年9月22日                               |
| 冀東防共自治政府     | 冀東防共自治政府        | 冀東防共自治政府        | 冀東防共自治政府        | 通州         | 北京市通州区                                                                             | 1935年（民国24年）12月25日 - 1937年（民国26年）             |
| 冀東防共自治政府     | 冀東防共自治政府        | 冀東防共自治政府        | 冀東防共自治政府        | 唐山         | 河北省唐山市                                                                             | 1937年 - 1938年2月1日                                       |
| 中 華 民 国          | 臨時政府                | 臨時政府                | 臨時政府                | 北京         | 北京市                                                                                   | 1937年（民国26年）12月14日 - 1940年（民国29年）3月30日      |
| 中 華 民 国          | 維新政府                | 維新政府                | 維新政府                | 南京         | 江蘇省南京市                                                                             | 1938年（民国27年）3月28日 - 1940年（民国29年）3月30日       |
| 中 華 民 国          | 南 京 国 民 政 府       | 汪兆銘政権              | 汪兆銘政権              | 南京         | 江蘇省南京市                                                                             | 1940年（民国29年）3月30日 - 1945年（民国44年）8月10日       |
| 満洲国               | 満洲国                  | 満洲国                  | 満洲国                  | 新京         | 吉林省長春市                                                                             | 1932年（大同元年）3月1日 - 1934年（大同3年）2月28日         |
| 満洲帝国             | 満洲帝国                | 満洲帝国                | 満洲帝国                | 新京         | 吉林省長春市                                                                             | 1934年（康徳元年）3月1日 - 1945年（康徳12年）8月9日         |
| 満洲帝国             | 満洲帝国                | 満洲帝国                | 満洲帝国                | 通化         | 吉林省通化市                                                                             | 1945年（康徳12年）8月9日 - 1945年（康徳12年）8月18日        |
| 蒙古聯合自治政府     | 蒙古聯合自治政府        | 蒙古聯合自治政府        | 蒙古聯合自治政府        | 張家口       | 河北省張家口市                                                                           | 1939年9月1日 - 1941年8月4日                                 |
| 蒙古自治邦政府       | 蒙古自治邦政府          | 蒙古自治邦政府          | 蒙古自治邦政府          | 張家口       | 河北省張家口市                                                                           | 1941年8月4日 - 1945年8月19日                                |
| 中 華 人 民 共 和 国 | 中 央 人 民 政 府       | 中国共産党政権          | 中国共産党政権          | 北京         | 北京市                                                                                   | 1949年10月1日 - 現在                                        |